# 新野製菓
新野製菓株式会社（あらのせいか）は、新潟県小千谷市片貝町にかつて所在していた米菓メーカー。
創業は1915年。第18回全国菓子博総理大臣賞を受賞した堅焼きせんべいの「名作」などの米菓や餅を製造していた。
2010年4月12日付で事業を停止。同年6月14日に自己破産の開始を決定した。2010年6月14日時点の負債総額は約12億円。
2022年3月には、越後製菓から「名作」をベースとした「やわらか名作」が発売された。
跡地は2023年の片貝まつりの臨時駐車場として使用された。